# FKA twigs
FKA twigs, pseudonimo di Tahliah Debrett Barnett (Cheltenham, 16 gennaio 1988), è una cantautrice, musicista e ballerina britannica.
Cresciuta a Tewkesbury, cittadina della contea inglese di Gloucestershire, è diventata una ballerina di seconda fila a 17 anni, dopo essersi trasferita nel sud di Londra. Ha debuttato nel mondo nella musica nel 2012, mentre il suo album in studio di debutto, LP1, è stato commercializzato il 16 agosto 2014 e ha ricevuto il plauso della critica musicale, oltre al 16º posto nella Official Albums Chart britannica e al 30° nella Billboard 200 statunitense. Dopo essere stata candidata per il premio Mercury, ha pubblicato l'EP M3LL155X (2015), apprezzato dalla critica, e un secondo album in studio nel 2019, Magdalene. I suoi lavori sono stati descritti come una «fusione di generi», spaziando tra diversi stili come la musica elettronica, trip hop, R&B e d'avanguardia.

## Biografia
Tahliah Debrett Barnett nasce a Cheltenham, borough di Gloucestershire, e viene cresciuta nei dintorni di Tewkesbury. Suo padre è giamaicano, mentre la madre è un'ex ballerina e ginnasta anglo-spagnola. Twigs è cresciuta dalla madre e dal suo patrigno; non incontrò il padre, un ballerino jazz, fino alla maggiore età. Ha frequentato la scuola cattolica di St Edward's a Cheltenham, pagata da una borsa di studio accademica per via del basso reddito della sua famiglia.
A sedici anni Twigs ha iniziato a fare musica negli youth clubs. L'anno successivo si è trasferita nella zona meridionale di Londra per iniziare una carriera da ballerina. Inizialmente ha lavorato come ballerina di secondo piano per i video musicali di artisti come Kylie Minogue, Plan B, Ed Sheeran, Taio Cruz, Dionne Bromfield, Jessie J, e Wretch 32. Nel 2011 è apparsa in uno sketch comedy dalla lunghezza di due minuti della BBC, intitolato Beyoncé Wants Groceries, dove interpretava la ballerina di secondo piano in un supermercato. A diciotto anni ha cominciato a lavorare con dei produttori londinesi per trovare ciò che lei definisce «il suo sound», riuscendo a produrre «demo davvero cattivi». Per un periodo di tempo ha lavorato anche come hostess in uno strip club, oltre ad essere una cantante fissa al The Box Soho, un locale notturno cabaret.

### I due EP di debutto:EP1eEP2(2012-2013)
Nell'agosto del 2012 Twigs è stata fotografata da Matthew Stone per la copertina della rivista britannica I-D. Ha scelto lo pseudonimo "Twigs" per il modo in cui le articolazioni delle sue ginocchia schiocchiano, aggiungendo poi "FKA" al nome a seguito di alcune lamentele da parte del duo di musiciste gemelle The Twigs. Diverse fonti riportano il significato di "FKA" come "Formerly Known As", ovvero "già noto come". Tuttavia, Twigs ha dichiarato in diverse interviste che il trio di lettere non ha un significato particolare: «È solo un susseguirsi di lettere. Sarebbe stato tipo FK1 Twigs...o AFK Twigs...volevo solo che la selezione di lettere suonasse piuttosto maschile e forte. FKA ha funzionato. Non rappresenta nulla, sono solo lettere maiuscole».
Il debutto nella musica è avvenuto il 4 dicembre 2012 con la pubblicazione dell'EP autoprodotto EP1, diffuso su Bandcamp. Twigs ha postato un video per traccia sul suo canale YouTube. Il primo singolo della cantante, Water Me, è stato pubblicato il 1º agosto 2013, accompagnato dal video musicale diretto da Jesse Kanda. Lo stesso mese il quotidiano britannico The Guardian ha inserito Twigs nella rubrica New band of the week, descrivendola come «miglior esempio nel Regno Unito di R&B etereo e contorto». Il secondo EP, denominato EP2, è stato reso disponibile tramite l'etichetta Young Turks il 17 settembre. Prodotto dalla stessa Twigs e dalla venezuelana Arca, ha ricevuto delle recensioni positive da parte della critica specializzata: il sito web Pitchfork ha dato al progetto un voto di 8 su 10.
Nel dicembre è stata inserita tra i finalisti del sondaggio Sound of 2014 stilato dalla BBC, ed è stata scelta da Spotify per il loro Spotlight del 2014. Inoltre, Twigs è apparsa in una lista di 14 artisti da tenere d'occhio nel 2014 stilata da Billboard.

### LP1, il primo album in studio (2014-2017)

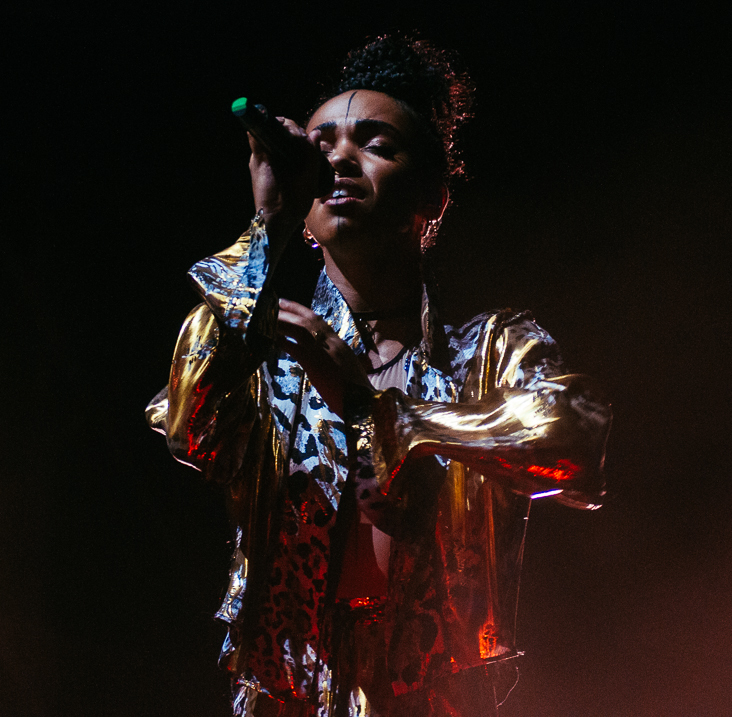
La cantante al Laneway Festival di Singapore nel 2015

Nel mese di aprile 2014 Twigs è comparsa sulla copertina della 91ª edizione di The Fader, magazine newyorkese. Successivamente, ha diretto e partecipato nel video musicale di Ouch Ouch, brano del rapper statunitense Lucki Eck$; Twigs ha avuto un ruolo anche nella produzione del brano. Ha iniziato a scrivere testi per il suo album di debutto in un periodo di «odio verso se stessa», da lei considerato «abbastanza normale» quando si è giovani. La pubblicazione dell'album in studio, chiamato LP1, ha avuto luogo il 6 agosto 2014 per l'etichetta Young Turks. Il settimanale statunitense Time ha dato una recensione positiva all'album, affermando che Twigs «ha fatto quella transizione verso uno degli atti più avvincenti e complessi dell'R&B». La cantante ha in seguito annunciato un tour mondiale volto a promuovere l'album, iniziato il 2 ottobre al The Dome di Brighton, Regno Unito, e concluso il 3 dicembre al The Social di Orlando, Stati Uniti d'America.
A settembre, LP1 è stato rivelato come uno dei candidati alla vittoria del Premio Mercury, poi vinto dal gruppo Young Fathers con l'album Dead. Lo stesso mese, Twigs è comparsa nello show televisivo della BBC Later... with Jools Holland. Il mese seguente sono stati pubblicati il videoclip di Video Girl, traccia di LP1, e uno spot pubblicitario per Google Glass diretto da Twigs. Il debutto nella televisione statunitense è avvenuto nella puntata del 4 novembre del late-show The Tonight Show Starring Jimmy Fallon.
Il 4 novembre 2014 Boots, produttore due volte nominato al Grammy Award per miglior album dell'anno, ha annunciato di star lavorando con Twigs per il suo terzo EP. Il video di Glass & Patron, primo estratto dall'EP, è stato diretto dalla stessa Twigs e pubblicato su YouTube il 23 marzo 2015. Nel febbraio 2015 si è esibita alla Roundhouse di Camden con Congregata, un «intreccio» teatrale e coreografato «della storia della mia vita mentre realizzavo questo album».

Il 15 maggio, sul suo profilo Instagram, ha pubblicato una foto di un modello che indossava una giacca con il suo viso stampato contenente la didascalia «coming soon... <3» (trad. "prossimamente...<3"), suggerendo o un futuro merchandising o la pubblicazione di EP3 in estate. Durante un'intervista con Complex a giugno, la cantante ha affermato che il titolo dell'EP sarebbe stato Melissa, e che la pubblicazione sarebbe accaduta entro due mesi. L'EP, il cui titolo venne stilizzato in M3LL155X, è stato messo in commercio il 13 agosto, accompagnato da quattro video musicali diretti da Twigs. Il titolo del progetto si legge "Melissa", ed indica «l'energia personale femminile» della cantante.

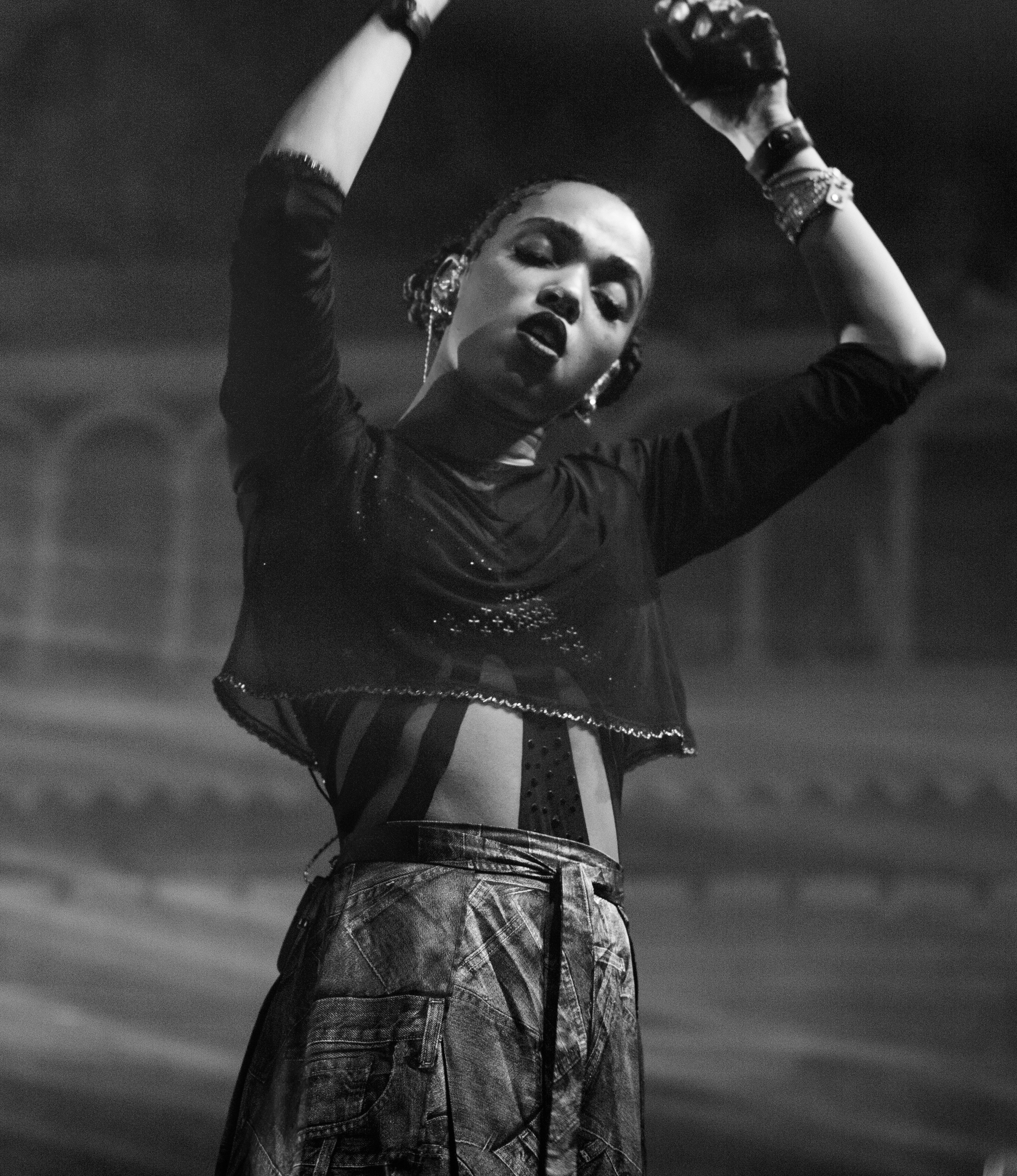
FKA twigs in concerto ad Amsterdam nel 2015

Il 18 febbraio 2016 Twigs ha pubblicato il brano Good to Love, accompagnato da un video musicale. La canzone è stata presentata in anteprima al Soundtrack 7, il suo residency show di sette giorni al Manchester International Festival nel mese di luglio 2015. L'ha eseguita anche al The Tonight Show Starring Jimmy Fallon, il 24 febbraio 2016. Il 9 luglio è avvenuto il debutto di un nuovo spettacolo teatrale, Radiant Me², al Lastochka Festival di Mosca, dove ha presentato tre canzoni inedite.
Ad agosto 2016 ha avuto luogo l'anteprima del cortometraggio di danza Soundtrack 7, dalla durata di 35 minuti e diretto da Twigs. Le scene furono filmate nei sette giorni del residency show al Manchester International Festival nel 2015.
La cantante ha svolto anche delle attività nel campo della pubblicità, narrando e recitando in uno spot televisivo per la Nike e guadagnando visibilità mondiale ballando nella pubblicità dell'HomePod della Apple.

### La consacrazione artistica:Magdalene(2018-2020)
Nel 2018 Twigs ha partecipato come featuring al brano Fukk Sleep di A$AP Rocky, contenuto nell’album Testing. È comparsa anche nel videoclip della canzone, al fianco del rapper. Twigs ha fatto il suo debutto sul grande schermo interpretando il ruolo di Shy Girl nel lungometraggio Honey Boy, presentato al Sundance Film Festival il 25 gennaio 2019 e diretto da Alma Har'el.
Il 24 aprile 2019 ha pubblicato il singolo Cellophane, prima uscita personale dopo circa tre anni di pausa. A settembre dello stesso anno ha annunciato il secondo album in studio, coprodotto con Nicolas Jaar, intitolato Magdalene e introdotto dai singoli Holy Terrain – realizzato in collaborazione con il rapper Future – e Home with you. Dopo uno slittamento della pubblicazione del disco, fissata all'8 novembre, è uscito il quarto estratto Sad Day.
Come previsto, Magdalene è stato pubblicato l'8 novembre, ricevendo un'acclamazione universale da parte della critica specializzata. L'album ha raggiunto la vetta delle classifiche di fine anno redatte da The A.V. Club, Clash, Now e Time. Contemporaneamente all'uscita del disco, Honey Boy è stato distribuito nelle sale cinematografiche statunitensi da Amazon Studios.
Il 4 agosto 2020 appare come ospite in Sum Bout U, singolo del cantante statunitense 645AR accompagnato da un video musicale ispirato alla piattaforma Onlyfans. Nel mese di settembre, Twigs ha ricevuto quattro candidature per gli UK Music Video Awards, vincendo nella categoria "Miglior fotografia in un video" con il video musicale di Sad Day, diretto da Hiro Murai.

### Il primo mixtape:Caprisongs(2021-)
Il 25 gennaio 2021 Twigs ha annunciato la data di uscita del singolo Don't Judge Me, realizzato il collaborazione con il rapper londinese Headie One e il produttore Fred again, fissata per il giorno seguente; il brano è stato accompagnato da un video musicale co-diretto dal regista Emmanuel Adjei e lei stessa. Lo stesso giorno, la cantante ha preso parte ad una puntata del podcast della BBC Radio 4 Grounded with Louis Theroux, dove ha discusso riguardo alle sue precedenti relazioni e di un album in uscita: «è successo tutto tramite internet...ho più collaborazioni e featuring in questo album di quanti ne abbia mai avuti prima».
A febbraio, ha descritto l'album come un disco «in via di uscita», rivelando anche alcuni ospiti: la cantante afrobeat nigeriana Rema, l'emergente hip hop britannico Pa Salieu, così come il già citato Headie One e Dua Lipa. Pochi giorni dopo, intervistata dall'attrice e sceneggiatrice britannica Michaela Coel, ha rivelato di aver cambiato il titolo originale del futuro album a causa di «un noto artista» che ha intitolato un progetto non musicale allo stesso modo. Nel mese di luglio ha diretto il video musicale per il singolo White Picket Fence di Koreless, un produttore di musica elettronica gallese. Due mesi dopo, a settembre, è stato creato un server Discord dove la cantante ha condiviso alcuni dettagli riguardanti il prossimo disco: c'è stata la conferma che il progetto sarà un mixtape, ed ha nominato El Guincho, Koreless, Arca, Mike Dean e Cirkut come produttori del progetto.
Il 18 novembre è stata pubblicata Measure of a Man, traccia contenuta nella colonna sonora del film The King's Man - Le origini e realizzata in collaborazione con il rapper Central Cee. Il mese successivo viene pubblicato il brano Tears in the Club, in cui è presente anche il cantante canadese The Weeknd e che servirà come singolo apripista del mixtape, intitolato Caprisongs: il disco vedrà la luce il 14 gennaio 2022. Sono state confermate le partecipazioni già precedentemente annunciate di Rema e Pa Salieu; altri ospiti sono Daniel Caesar, Jorja Smith, Unknown T, Dystopia e Shygirl.

## Stile musicale
Grazie alla sua voce da soprano, i lavori di Twigs sono stati definiti come una «fusione di generi»: la cantante trae ispirazioni da stili come la musica elettronica, contemporary R&B, trip hop, musica corale, industrial e d'avanguardia. I suoi lavori sono stati accostati a quelli di artisti come Tricky, Kate Bush, Janet Jackson, The xx e Massive Attack; la rivista Slate li ha descritti come distintivi da ogni altro genere in modo da superarne le influenze. Il quotidiano statunitense The Wall Street Journal l'ha descritta come «un'erede di muse futuristiche dell'R&B come Aaliyah, Missy Elliott e altre, tutte sotto il dominio progressivo del produttore Timbaland». Nel 2020, il New York Times ha osservato che «negli ultimi anni, Twigs, ora trentaduenne, ha iniziato a sfruttare la sua ricerca di innovazione avanguardistica e virtuosismo tecnico per andare verso un'esplorazione più profonda del dolore e dell'insicurezza», aggiungendo ampi paragoni con cantautrici come Janelle Monáe, Fiona Apple, Solange e Lana Del Rey.
Descrivendo la sua musica, Twigs disse: «Non sono limitata a nessun genere musicale. Mi piace sperimentare suoni, generare emozioni mentre sperimento la mia voce in certe atmosfere [...] Ho trovato il mio modo di suonare il punk. Mi piacciono i suoni industrial e incorporare suoni della vita di tutti giorni, come l'allarme di una macchina».
Twigs è spesso accostata al genere dell'alternative R&B, sebbene lei stessa rifiuti tale comparazione, essendo essa in relazione alla sua etnia:
(FKA twigs, 2014)
All'inizio della sua carriera, la sua musica è stata influenzata da artisti come Billie Holiday, Ella Fitzgerald e Marvin Gaye. Quando ha iniziato a comporre canzoni, voleva creare musica che piacesse in primis a lei: «ogni pezzo di musica che ho fatto suonava come un pastiche dei Siouxsie and the Banshees o di Adam Ant. Ma attraverso questo, ho scoperto me stessa». In occasione di un'intervista rilasciata durante il premio Mercury 2014, Twigs ha definito Germ Free Adolescents degli X-Ray Spex come il suo album preferito di tutti i tempi.

### Influenze
Twigs è stata descritta come un'influenza sia musicale che artistica nei confronti dell'artista barbadiana Rihanna.

## Vita privata
Twigs ha avviato una relazione con l'attore Robert Pattinson nel settembre del 2014. Alcuni giornali li definivano fidanzati, ma non c'è mai stato un annuncio ufficiale. La coppia si è separata durante l'estate del 2017. Nell'ottobre 2018 ha iniziato una relazione con l'attore Shia LaBeouf, conosciuto sul set di Honey Boy. Secondo E! News, i due hanno messo in pausa la relazione dopo 9 mesi in quanto FKA «si voleva concentrare sul suo tour mettendoci tutto il suo cuore e la sua anima». Nel mese di dicembre 2020 Twigs ha aperto una causa legale contro LaBeouf a Los Angeles, accusandolo di abusi sessuali, aggressione e inflizione di distress emotivo durante la loro relazione. Nella sua risposta, LaBeouf ha dichiarato di essere stato «abusivo» verso se stesso e quelli intorno a lui «per anni», aggiungendo che si «vergognava» e che si sentiva «dispiaciuto per coloro che ha ferito». In seguito ha negato tutte le accuse di Twigs.
Nel maggio 2018 Twigs ha affermato tramite un post sul social Instagram di essersi sottoposta ad un intervento chirurgico per rimuovere un fibroma dal suo utero alla fine del 2017; ha descritto la sua esperienza come «vivere con una fruttiera di dolore ogni giorno», onorando il coraggio delle donne che convivono con questa malattia.

## Discografia
- 2014 – LP1
- 2019 – Magdalene
- 2025 – Eusexua

## Filmografia
- Honey Boy, regia di Alma Har'el (2019)
- The Crow - Il corvo (The Crow), regia di Rupert Sanders (2024)

## Doppiatrici italiane
Nelle versioni in italiano delle opere in cui ha recitato, FKA twigs è stata doppiata da:
- Margherita De Risi in The Crow - Il corvo